# Lintonia
Lintonia és un gènere de plantes de la subfamília de les cloridòidies, família de les poàcies. És originari de l'est de l'Àfrica tropical.
Fou descrita per Otto Stapf i publicat a Hooker's Icones Plantarum 30: t. 2944. 1911.
Citologia
Nombre de la base del cromosoma: 2n = 30.

## Taxonomia
- Lintonia brizoides (Chiov.) C.E.Hubb. 1937
- Lintonia nutans Stapf